# Giganci historii
Giganci historii – polski teleturniej emitowany w latach 2020–2024 na antenie TVP Historia, szczegółowo sprawdzający wiedzę uczestników z poszczególnych dziedzin historii. Jest to pierwszy teleturniej tej stacji. Jego prowadzącymi byli Przemysław Babiarz i Maciej Kurzajewski (pojawiali się w nim na zmianę).

## Zasady gry
Do gry przestępuje pięciu uczestników, mierzą się oni ze sobą w czterech rundach.
W sytuacjach spornych lub niejasnych decyzję o uznaniu odpowiedzi podejmują eksperci – zaproszeni do studia profesorowie oraz doktorowie. Pieczę nad prawidłowym przebiegiem gry we wszystkich odcinkach sprawował prof. dr hab. Janusz Odziemkowski.

### Runda 1. –Kto pierwszy, ten lepszy
Prowadzący zadaje wszystkim graczom osiem pytań (w drugiej serii osiem lub dziesięć, w pierwszej zaś siedem pytań) z czterema wariantami odpowiedzi. Udzielać odpowiedzi – poprzez wciśnięcie odpowiedniego przycisku – można od chwili pojawienia się pytania z podpowiedziami do momentu, w którym upływa pięć sekund po zakończeniu czytania treści przez prowadzącego. Poprawna odpowiedź nagradzana jest dziesięcioma punktami, błędna zaś nie przynosi zysku. Wszyscy gracze przechodzą dalej.
Znaczenie ma nie tylko liczba poprawnych odpowiedzi, ale również szybkość ich udzielania – rozstrzyga ona bowiem kolejność w rankingu, która może okazać się istotna w następnej rundzie (stąd nazwa rundy). Jeśli kolejności nie da się ustalić ze względu na taki sam czas udzielania odpowiedzi, wówczas rzuca się monetą.

### Runda 2. –Bitwa o punkty
Każdy gracz odpowiada na trzy pytania. Uczestnik może wybrać stawkę, o którą będzie walczyć: dziesięć punktów lub dwadzieścia punktów (wtedy pytanie jest nieco trudniejsze) oraz numer pytania. Po przeczytaniu przez prowadzącego pytania zawodnik ma pięć sekund na udzielenie odpowiedzi. Za dobrą odpowiedź wzbogaci się o dziesięć lub dwadzieścia punktów (w zależności od wyboru), a za złą – nie otrzyma nic.
Po tym etapie odpada zawodnik z najmniejszą liczbą punktów, a w przypadku remisu decyduje rezultat rundy pierwszej.

### Runda 3. –Szach-mat
Nietypową cechą trzeciej rundy jest fakt, że pytania do niej układają przed nagraniem zawodnicy. Każdy z nich w porozumieniu z jury konkursu wybiera trzy pytania (jedno łatwe, jedno średnio trudne i jedno trudne – zasada stopniowania wprowadzona po kilku seriach) i umieszcza je w kopertach z numerami 1, 2 i 3.
W czasie gry autor pytań (uczestnik) ma prawo do rozdzielenia ich pomiędzy swoich rywali, tzn. wskazania, który uczestnik odpowie na pytanie z koperty nr 1, który odpowie na pytanie z koperty nr 2, i który z koperty nr 3. Tym sposobem każdy zostanie wyznaczony do odpowiedzi trzykrotnie. Po przeczytaniu pytania wyznaczony uczestnik ma piętnaście sekund na podanie odpowiedzi. Jeśli odpowiadający udzieli poprawnej odpowiedzi, to otrzyma dziesięć punktów, ale jeśli się pomyli lub nie odpowie w ogóle – dziesięć punktów trafi do autora pytania, chyba że ten nie będzie w stanie przywołać poprawnej odpowiedzi na ułożone przez siebie pytanie, wtedy dziesięć punktów przepada (tę zasadę wprowadzono w siódmej serii).
Po tej rundzie ponownie odpada uczestnik, który ma najmniej punktów, a w przypadku remisu pod uwagę bierze się wynik rundy drugiej.

### Runda 4. –Finał – walka o tron
W grze pozostają trzy osoby.
Zasady obowiązujące w seriach 1–10: Każdy finalista usłyszy pytanie ułożone przez eksperta. Gracz wybiera, czy chce dostać pytanie za trzydzieści, za sześćdziesiąt, czy za sto punktów. Na odpowiedź ma piętnaście sekund. Błędna odpowiedź lub jej brak nie są karane (uczestnik pozostaje z tym, co miał). Osoba, która na koniec gry będzie miała najwięcej punktów, zdobywa tytuł Giganta Historii oraz nagrodę główną – 20 000 złotych.

#### Dogrywka
Rozgrywana wtedy, gdy remis uniemożliwia wyłonienie jednego zwycięzcy. Może do niej trafić dwoje lub troje graczy. Odbywa się metodą „nagłej śmierci”: prowadzący zadaje pytanie, a uczestnicy zgłaszają się do odpowiedzi, wciskając przycisk; poprawna odpowiedź oznacza zwycięstwo, a błędna – eliminację z gry i zwycięstwo rywala (w przypadku gry dwóch zawodników; jeśli jednak gra troje, to po błędzie pojawia się kolejne pytanie).

## Emisja w telewizji
| Seria       | Seria        | Liczba odcinków | Pierwsza emisja telewizyjna (TVP Historia) | Pierwsza emisja telewizyjna (TVP Historia) | Pierwsza emisja telewizyjna (TVP Historia) | Pierwsza emisja telewizyjna (TVP Historia) |
| Seria       | Seria        | Liczba odcinków | Sezon                                      | Data emisji pierwszego odcinka             | Data emisji ostatniego odcinka             | Pora emisji                                |
| ----------- | ------------ | --------------- | ------------------------------------------ | ------------------------------------------ | ------------------------------------------ | ------------------------------------------ |
|             | 1.           | 11              | jesień 2020                                | 15 sierpnia 2020                           | 24 października 2020                       | sobota 19.00/19.05                         |
| \|          | 2.           | 9               | jesień 2020                                | 31 października 2020                       | 24 grudnia 2020                            | sobota 19.00/19.05                         |
|             | 3.           | 9               | wiosna 2021                                | 27 lutego 2021                             | 24 kwietnia 2021                           | sobota 19.00/19.05                         |
|             | 4.           | 9               | wiosna 2021                                | 1 maja 2021                                | 26 czerwca 2021                            | sobota 19.00/19.05                         |
|             | 5.           | 9               | jesień 2021                                | 4 września 2021                            | 30 października 2021                       | sobota 19.00/19.05                         |
|             | 6.           | 9               | jesień 2021                                | 6 listopada 2021                           | 1 stycznia 2022                            | sobota 19.00/19.05                         |
|             | 7.           | 9               | wiosna 2022                                | 26 marca 2022                              | 21 maja 2022                               | sobota 19.00/19.05                         |
| \|          | 8.           | 9               | wiosna 2022                                | 28 maja 2022                               | 25 czerwca 2022                            | sobota 19.00/19.05                         |
| \|          | 8.           | 9               | jesień 2022                                | 3 września 2022                            | 24 września 2022                           | sobota 19.00/19.05                         |
|             | 9.           | 7               | jesień 2022                                | 1 października 2022                        | 12 listopada 2022                          | sobota 19.00/19.05                         |
|             | 10.          | 7               | jesień 2022                                | 19 listopada 2022                          | 31 grudnia 2022                            | sobota 19.00/19.05                         |
|             | 11. i 12.    | 8 i 8           | wiosna 2023                                | 18 marca 2023                              | 3 czerwca 2023                             | sobota 19.00/19.05                         |
| jesień 2023 | 11. i 12.    | 8 i 8           | 3 września 2023                            | 24 września 2023                           | niedziela 16.00/16.05                      |                                            |
| jesień 2023 |              | 13. i 14.       | 8 i 8                                      | 1 października 2023                        | niedziela 16.00/16.05                      | 17 grudnia 2023                            |
| wiosna 2024 | 3 marca 2024 | 13. i 14.       | 8 i 8                                      | 24 marca 2024                              | niedziela 16.00/16.05                      |                                            |
| wiosna 2024 |              | 15.             | 12                                         | 7 kwietnia 2024                            | niedziela 16.00/16.05                      | 9 czerwca 2024                             |

Uwagi:
- 25 czerwca 2022 przerwano emisję ósmej serii teleturnieju (nadawszy pięć odcinków tej serii) i dokończono ją po przerwie wakacyjnej[12].
- Wiosną 2023 roku odcinki dwunastej serii nie ukazały się dopiero po emisji wszystkich wydań jedenastej serii (w kwietniu i maju emisja nie po kolei), dlatego w daty tabeli przyporządkowano zbiorczo do obu serii. W analogiczny sposób pokazano dwie kolejne serie.

Wybrane inne kanały dystrybucji
Kolejne odcinki teleturnieju nadawca udostępniał ponadto za pośrednictwem Internetu – w serwisie TVP VOD (w momencie rozpoczęcia, w trakcie lub po zakończeniu ich pierwszej emisji telewizyjnej bądź w momencie planowego rozpoczęcia ich pierwszej emisji telewizyjnej) oraz na kanale TVP Historia 2.

## Tematy odcinków
Na podstawie bieżącego programu dla prasy Telewizji Polskiej oraz informacji o eliminacjach.
| Seria | Nr odc. wg emisji          | Źródło |
| ----- | -------------------------- | ------ |
| 1.    | 1–11                       | [ 28 ] |
| 2.    | 12–20                      | [ 29 ] |
| 3.    | 21–29                      | [ 15 ] |
| 4.    | 30–38                      | [ 16 ] |
| 5.    | 39–47                      | [ 17 ] |
| 6.    | 48–56                      | [ 19 ] |
| 7.    | 57–65                      | [ 9 ]  |
| 8.    | 66–74                      | [ 20 ] |
| 9.    | 75–81                      | [ 21 ] |
| 10.   | 82–88                      | [ 22 ] |
| 11.   | 89–93, 96–97, 99           | [ 23 ] |
| 12.   | 94–95, 98, 100–104         | [ 24 ] |
| 13.   | 105, 107–110, 112–113, 116 | [ 25 ] |
| 14.   | 106, 111, 114–115, 117–120 | [ 26 ] |
| 15.   | 121–132                    | [ 27 ] |

Lista odcinków według kolejności emisji:
1. Bitwa Warszawska;
2. Bitwa o Anglię;
3. Narodziny Solidarności;
4. Kampania polska 1939;
5. Giganci starożytności;
6. Władysław Łokietek;
7. Leopold Tyrmand i jego epoka;
8. Bitwa pod Kłuszynem;
9. Wojna Rosji bolszewickiej z Polską;
10. Jan Paweł II – życie i pontyfikat;
11. Sarmatyzm. Kultura polskiej szlachty XVI i XVII wieku;
12. Polscy geniusze i wynalazcy XIX i XX wieku;
13. Ignacy Jan Paderewski – ojciec Niepodległej;
14. Generał Władysław Anders i 2 Korpus Polski;
15. Tadeusz Kościuszko – bohater dwojga narodów;
16. Powstanie listopadowe i Wielka Emigracja;
17. Hetman Stanisław Żółkiewski;
18. 13 grudnia 1981 – przyczyny i skutki stanu wojennego;
19. Grudzień 70;
20. Wawel królów polskich – od Bolesława Szczodrego do Zygmunta III[f];
21. Bohaterowie polskiego podziemia okresu II wojny światowej i pierwszych lat po jej zakończeniu;
22. Rewolucja kulturalna, obyczajowa i społeczno-polityczna końca lat 60.;
23. Napoleon Bonaparte. Życie i wojny;
24. Egzamin z Trylogii Henryka Sienkiewicza;
25. Marian Hemar i jego epoka;
26. Świat w czasach Chrystusa;
27. Zbrodnia katyńska;
28. Początki państwa Piastów. Mieszko I i Bolesław Chrobry;
29. Powstania śląskie;
30. Konstytucja 3 maja;
31. Nowy ład w Europie – lata 1943–1948;
32. Józef Piłsudski. Życie i działalność;
33. Krzysztof Kamil Baczyński i jego pokolenie;
34. Krzysztof Kolumb – odkrycie Ameryki;
35. Upadek komunizmu w Europie;
36. Polscy olimpijczycy;
37. Stosunki polsko-węgierskie na przestrzeni dziejów;
38. Zakon krzyżacki;
39. Generał Stanisław Maczek. Życie i działalność;
40. Kardynał Stefan Wyszyński;
41. Syberia w czasach carskich. Miejsce zsyłki, miejsce odkryć;
42. Stanisław Lem. Życie i twórczość w czasach wyścigu na orbitę;
43. Powstanie warszawskie;
44. Jan III Sobieski. Panowanie w cieniu ekspansji tureckiej;
45. Dynastia Windsorów;
46. Dynastia Jagiellonów: Polska mocarstwem Europy;
47. Janusz Korczak. Życie i działalność;
48. Cichociemni. Elita polskiego podziemia;
49. Wojny polsko-tureckie w XVII wieku, czyli od Chocimia do Chocimia;
50. Wazowie. Szwedzka dynastia na polskim tronie;
51. Aleksander Wielki: podboje i ich skutki;
52. Historia polskiego himalaizmu;
53. Karnawał Solidarności. Bohaterowie i wydarzenia 1981 roku;
54. Powstanie wielkopolskie;
55. Wieki XI–XII: epoka krucjat;
56. Mikołaj Kopernik. Życie i dzieło;
57. Dowódcy Armii Krajowej;
58. Powstanie styczniowe;
59. Juliusz Cezar – życie i podboje;
60. Patroni Polski;
61. Architekci i geneza Holocaustu;
62. Stanisław August Poniatowski. Między polityką a kulturą;
63. „Kultura”, czyli emigracyjna enklawa wolnej Polski;
64. Polski wywiad w walce z Trzecią Rzeszą;
65. Rewolucja francuska;
66. Królowa Bona;
67. Artyści XX-lecia międzywojennego[g];
68. Unie polsko-litewskie;
69. Major Henryk Dobrzański „Hubal”. Życie i działalność;
70. Historia polskiej Marynarki Wojennej w latach 1918–1945;
71. Historia Legionów Polskich;
72. Kazimierz Górski. Trener wszech czasów i jego „Orły”;
73. Generał Władysław Sikorski;
74. Stefan Batory i jego czasy;
75. Nie tylko Żwirko i Wigura. Osiągnięcia polskiego lotnictwa w dwudziestoleciu międzywojennym;
76. Romantyzm, romantycy i Wielka Emigracja – polityka, wojna, literatura;
77. Kleopatra VII. Życie i wizerunek w kulturze;
78. Historia polskiej telewizji;
79. Polska Sasów;
80. Rewolucja bolszewicka i narodziny komunizmu;
81. Ojcowie niepodległości – Roman Dmowski;
82. Jan Zamojski – kanclerz, hetman, mecenas;
83. Historia polskiej złotówki 1496–1996;
84. Kultura ludowa Słowian;
85. Józef Mackiewicz i jego Wilno;
86. Gabriel Narutowicz. Życie i działalność;
87. Kult maryjny i polscy święci;
88. Polska Big Bitowa[g];
89. Zamek Królewski w Warszawie;
90. Kongres wiedeński;
91. Potop szwedzki;
92. Powstanie Stanów Zjednoczonych Ameryki;
93. Polscy medaliści olimpijscy;
94. Najsłynniejsze bitwy morskie XX wieku;
95. Polskie konstytucje;
96. Wojciech Korfanty – bohater Niepodległej;
97. Bitwa o Monte Cassino;
98. Historia polskiej motoryzacji;
99. Zimna wojna;
100. Kazimierz Wielki;
101. Kobiety w walce o niepodległość Polski;
102. Powstanie styczniowe;
103. Polskie formacje wojskowe podczas Wielkiej Wojny;
104. Mitologia grecka;
105. Kobiety polskiego sportu;
106. Lądowanie w Normandii i walki w Europie Zachodniej 1944–1945;
107. Państwo Franków;
108. Jan Matejko;
109. Zakony na ziemiach polskich w okresie średniowiecza;
110. Walka o granice II Rzeczypospolitej 1918–1923;
111. Żony królów Polski;
112. Rozbicie dzielnicowe w Polsce;
113. Wielkie odkrycia geograficzne w XV i XVI w.;
114. Polska kawaleria w XX wieku;
115. Pearl Harbor i II wojna światowa na Pacyfiku;
116. Historia polskich skoków narciarskich;
117. Młoda Polska;
118. Państwo rzymskie od Juliusza Cezara do Nerona;
119. Twierdze I Rzeczpospolitej;
120. Chrześcijaństwo od Jezusa Chrystusa do Konstantyna Wielkiego;
121. Błogosławiony ksiądz Jerzy Popiełuszko;
122. Historia polskiego żużla;
123. Prezydenci II RP: Gabriel Narutowicz, Stanisław Wojciechowski i Ignacy Mościcki;
124. I wojna światowa na froncie zachodnim;
125. Starożytny Egipt;
126. Szlak nadziei. Armia gen. Władysława Andersa;
127. Reprezentacja Polski na piłkarskich mundialach w latach 1938–2022;
128. Kazimierz IV Jagiellończyk;
129. Wikingowie;
130. Wojna w Wietnamie;
131. Powstanie warszawskie;
132. Wielka wojna z zakonem krzyżackim (1409–1411).

## Nagrody
Latem 2021 roku ogłoszono, że format znalazł się w finale konkursu EBU Creative Forum organizowanego przez Europejską Unię Nadawców. Do konkursu kwalifikują się audycje uznane przez organizatorów za kreatywne i odnoszące się do spraw, których stacje komercyjne nie pokazują lub zajmują się nimi w niewielkim stopniu.

## „Giganci nauki”
W oparciu o formułę „Gigantów historii” w 2022 roku powstał siostrzany teleturniej o nazwie „Giganci nauki”. Jego zasady są podobne do pierwowzoru (choć nie identyczne), a tematyka odcinków skupia się głównie wokół takich zagadnień, jak biologia, chemia, fizyka, geografia czy astronomia. Teleturniej trafił na antenę nowo powstałego kanału TVP Nauka, a jego prowadzącym został Łukasz Nowicki. Jesienią 2022 roku wyemitowane zostały dwie serie liczące 6 i 7 odcinków, a wiosną 2023 roku dwie serie liczące po 8 odcinków.